# 不正咬合
不正咬合（ふせいこうごう、英: Malocclusion）とは、顎顔面、歯などが、何らかの原因でその形態と発育と機能に異常をきたし、その結果、正常な咬合機能を営み得ない咬合状態の総称をいう。

## 定義
本稿は、文面が簡潔であることから、保母須見也の咬合学事典に掲載されている定義を採用した。しかし、不正咬合の解説は他にも存在する。それらを下記に示す。なお、日本補綴歯科学会が発行した歯科補綴学専門用語集には、「不正咬合」という項目が存在しない。
- GPT8

1: any deviation from a physiologically acceptable contact between the opposing dental arches
上下顎間の生理的咬合接触から逸脱
2: any deviation from a normal occlusion—see ANGLE’S CLASSIFICATION OF OCCLUSION
正常咬合から逸脱（アングルの咬合分類）

- Wikipedia(English)

A malocclusion is a misalignment or incorrect relation between the teeth of the two dental arches when they approach each other as the jaws close.
不正咬合は、上下顎がお互いに近づく際の、上下歯列弓間の不整列あるいは不適切な関係である。
- Dorland's Medical Dictionary

such malposition and contact of the maxillary and mandibular teeth as to interfere with the highest efficiency during the excursive movements of the jaw that are essential for mastication.
咀嚼にとって重要な下顎の偏心運動が最大の効率で機能できなくなるような、上下顎歯列の位置不良あるいは接触関係。
以上のことから、「不正咬合」は、今後議論を重ね定義を統一する必要がある歯科専門用語の1つと考えられる。

## 意義
不正咬合には、機能的な異常を伴わない形態的不正咬合と何らかの機能異常を伴う機能的不正咬合がある。形態的不正咬合は、矯正歯科治療の対象となる。機能的不正咬合は、「噛み合わせがずれる」「前歯で麺類を噛み切れない」「犬歯で糸をかみ切れない」などの徴候により、患者に認識されることが多い。さらに、様々な病的症状を発現させることから、顎関節症の原因の1つとして重要視されている。機能的不正咬合が存在し、何らかの機能的障害が認められる場合、不正咬合の解消が図られる。機能的不正咬合の存在は、咬合分析により確認が可能である。

## 種類
不正咬合は、大きく「形態的不正咬合」と「機能的不正咬合」に分けることができる。形態的不正咬合は、Angleの不正咬合の分類法により分類し、矯正歯科治療の診断が行われる。一方、機能的不正咬合は、分類方法が確立されているわけではないが、以下の種類の存在が明らかにされている。

### 中心位での早期接触

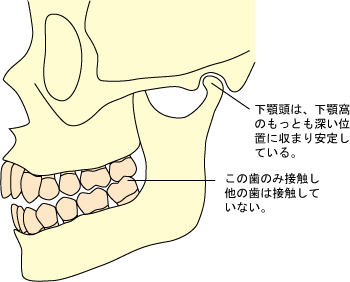
中心位において、上下の歯が一箇所だけ接触し、他の歯は接触していない場合。

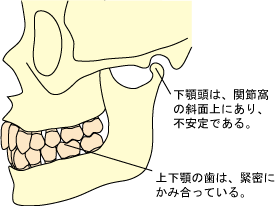
上下の歯が安定して噛み合ったときに、下顎頭が下顎窩の斜面上にあり不安定である。

下顎が中心位に位置するとき、上下の歯が一箇所だけ接触し、他の歯は接触していない状態である。下顎が咬頭嵌合位に位置するとき、下顎頭が下顎窩の斜面上にあり、下顎頭は不安定な状態になる。

### 下顎偏心位運動における早期接触

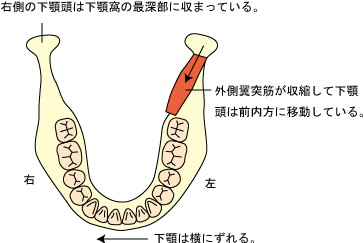
左側の外側翼突筋を収縮させて下顎を右側に動かすとき、右側の下顎頭は右側の下顎窩の中心位の位置にとどまるのに対し、左側の下顎頭は左側の下顎窩の形態に沿って前下内方に滑走する。

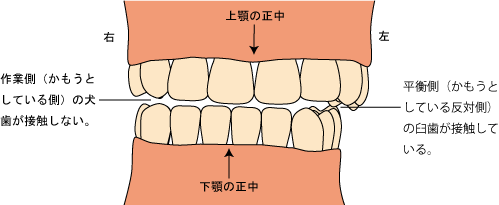
下顎を右側に動かして右側で噛もうとしたとき、左側の臼歯が先に当たってしまい、右側で噛むことができない状態

下顎は、片側の外側翼突筋を収縮させることにより、横に動かすことができる。下顎のこの動きは、下顎の偏心位運動と呼ばれ、犬歯で糸を噛み切る場合あるいは肉を噛み切る場合などに行われる。ところが、噛み切ろうとする反対側の臼歯が強く接触して、糸や肉を噛み切れない場合がある。この場合の異常な噛み合わせを下顎の偏心位運動における早期接触という。

### 下顎前方位運動における咬合干渉

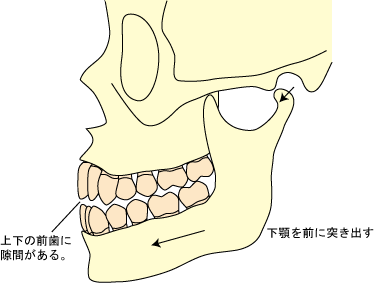
下顎を前方に出したとき、臼歯が先に当たってしまい、前歯に隙間がある。

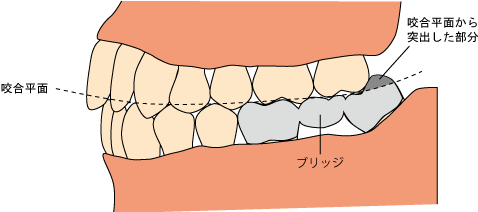
咬頭嵌合位において、上下の歯は安定して噛み合い異常は認められない。

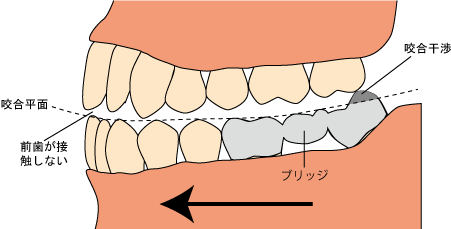
下顎を前方に出して前歯で噛もうとすると、智歯の咬合平面から突出した部分が咬合干渉を引き起こして前歯が噛み合わなくなる。

下顎は、両側の外側翼突筋を収縮させることにより、前に動かすことができる。下顎のこの動きは、下顎の前方位運動と呼ばれ、前歯で麺類を噛み切る場合などに行われる動きである。ところが、下顎を前方に突き出して麺類を噛み切ろうとしても、臼歯が強く接触して、麺類を噛み切れない場合がある。この異常な噛み合わせを下顎前方位運動における臼歯の早期接触という。この不正咬合は、智歯を支台歯としたブリッジを装着した際に発症することが多い。そのようなブリッジを装着した場合、咬頭嵌合位において、上下の歯は安定して噛み合い異常は認められない。しかし、下顎を前方に出して前歯で噛もうとすると、智歯の咬合平面から突出した部分が早期接触を引き起こして前歯が噛み合わなくなる。

## 成因
各々の症例において不正咬合の成因を明らかにすることは、診断・治療を進める際に欠かせない。形態的不正咬合の成因には、顎骨の発育異常、歯の萌出スペース不足、過剰歯、歯の位置異常、習癖などがあり、その成因を明らかにすることは容易なことが多い。一方、機能的不正咬合の成因は、口腔内診察により、不正咬合の位置と状態を確認し、さらに、問診により得られた発症時期と咬合の変化時期（例えばブリッジ装着など）との相関関係などを考察して判断することになり、その特定が難しい場合が多い。

## 機能的不正咬合から誘発される疾患
不正咬合は、様々な症状と疾患を引き起こす。それらのすべてが明らかにされているわけではないが、以下の疾患は明らかにされ治療が施されている。

### 変形性顎関節症
顎関節の軟骨あるいは骨の変性萎縮で、関節に加わるいろいろな負荷とこれに耐える関節の受容力の不均衡により、関節全体に退行性変化と増殖性変化を起こし、種々の症状を惹起するようになった状態である。

### 外側翼突筋の疲労
不正咬合が睡眠中の歯ぎしりなどを引き起こし、外側翼突筋が機能障害を引き起こすほど疲労したり腱鞘炎になった状態である。咬合分析により原因が明らかになった場合、予後は良好である。

### 円板後部組織の障害

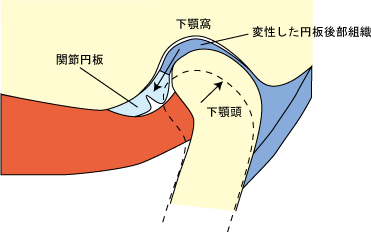
円板後部組織が障害を受け、関節円板が前方に転位して戻らなくなった状態。

関節円板を後方から支えている円板後部組織が、下顎頭により圧迫されて、障害を受けて変性し、その機能を失った状態である。その結果、関節円板は、本来の位置から前方に転位する。